# Traités de l'Union européenne
Les traités de l'Union européenne (et précédemment de la CEE) sont des traités conclus entre les États membres qui constituent le fondement juridique de la Communauté économique européenne puis de l'Union européenne. Ils définissent les principes de l'Union et établissent ses institutions, précisant leurs règles de fonctionnement et leur rôle. Ils ont été amendés à plusieurs reprises, en particulier du fait des élargissements successifs de l'Union à de nouveaux États membres.
Ces traités, qui sont conclus entre les États de l'Union et doivent être ratifiés dans chacun d'entre eux séparément, constituent le droit communautaire primaire, par opposition au droit communautaire dérivé qui tire son fondement dans ces traités et qui est créé par les institutions de l'Union.

## Traités constitutifs
La plupart des dispositions toujours en vigueur de ces traités sont codifiées dans les deux traités constitutifs, modifiés à de nombreuses reprises :
- le traité sur le fonctionnement de l'Union européenne, créé en 1957 en tant que traité instituant la Communauté économique européenne (traité de Rome) ;
- le traité sur l'Union européenne, créé en 1992 (traité de Maastricht).

## Traités ratifiés
| Année | Traité | Principal apport |
| ----- | --- | --- |
| 1951  | Traité de Paris (TCECA) | Création de la CECA. |
| 1957  | Traité de Rome (TCEE, renommé TCE en 1992) | Création de la CEE et de la CEEA.                                                                                            |
| 1965  | Traité de fusion des exécutifs communautaires | Fusion des structures exécutives de la CEE, de la CECA et de la CEEA.                                                        |
| 1986  | Acte unique européen (AUE) | Préparation du marché unique.                                                                                                |
| 1992  | Traité de Maastricht : créant le traité sur l'Union européenne (1993-2009) (TUE) modifiant le traité instituant la Communauté européenne (TCE, ex TCEE)        | Création de l'Union européenne.                                                                                              |
| 1997  | Traité d'Amsterdam | Principe de création de l'espace de liberté, de sécurité et de justice.                                                      |
| 2001  | Traité de Nice | Prise en compte du doublement du nombre d'États membres lors du 5e élargissement dans l'évolution du système institutionnel. |
| 2007  | Traité de Lisbonne : modifiant le traité sur l'Union européenne (TUE) modifiant le traité sur le fonctionnement de l'Union européenne (TFUE, ex. TCE)          | Évolutions institutionnelles et refonte des traités constitutifs.                                                            |
| 2012  | Pacte budgétaire européen (officiellement appelé Traité sur la stabilité, la coordination et la gouvernance (TSCG) au sein de l'Union économique et monétaire) | Mécanisme de convergence de l'union économique et monétaire et notamment de la zone euro.                                    |

## Traités d'adhésion
Chaque adhésion ou vague d'adhésion aux Communautés européennes puis à l'Union européenne a fait l'objet de traités soumis à ratification (la date entre parenthèses est celle de la parution au Journal officiel) :
- Traité de Bruxelles (1972) : adhésion du Royaume-Uni, du Danemark et de l'Irlande (27 mars 1972 et 1er janvier 1973).
- Traité d'Athènes (1979) : adhésion de la Grèce (19 novembre 1979).
- Traité de Madrid/Lisbonne (1985) : adhésion de l'Espagne et du Portugal (15 novembre 1985).
- Traité de Corfou (1994) : adhésion de l'Autriche, de la Finlande et de la Suède (1er janvier 1995).
- Traité d'Athènes (2003) : adhésion de la République tchèque, de l'Estonie, de Chypre, de la Lettonie, de la Lituanie, de la Hongrie, de Malte, de la Pologne, de la Slovénie et de la Slovaquie (23 septembre 2003).
- Traité de Luxembourg (2005) : adhésion de la Bulgarie et de la Roumanie (21 juin 2005).
- Traité de Bruxelles (2011) : adhésion de la Croatie (9 décembre 2011).

## Traités non ratifiés
- Traité instituant une Communauté européenne de défense
- Traité de Rome de 2004 ou traité établissant une Constitution pour l'Europe

## Autres traités liés à l'Union européenne
- Traité instituant le mécanisme européen de stabilité

## Compléments

### Lectures approfondies
- Jean-Claude Zarka, Traités européens 2016-2017 : Les points clés des traités qui ont rythmé l'histoire de la construction de l'Union européenne, Issy-les-Moulineaux, Gualino éditeur, 2016, 48 p. (ISBN 978-2-297-05527-7)
- Vlad Constantinesco, Robert Kovar et Denys Simon, Traité sur l'Union européenne (signé à Maastricht le 7 février 1992) : Commentaire article par article, Economica, 1995, 1000 p. (ISBN 978-2-7178-2757-6)
- (en) F. Laursen, Designing the European Union : From Paris to Lisbon, Springer, coll. « Palgrave Studies in European Union Politics », 2012, 317 p. (ISBN 978-0-230-36757-9, lire en ligne)
- (en) R. H. Van Ooik et T. A. J. A. Vandamme, European Basic Treaties : Treaty on European Union, Treaty on the Functioning of the EU, Charter of Fundamental Rights of the EU, Treaty of Lisbon, Kluwer, 2010, 242 p. (ISBN 978-90-411-3274-1)
- (it) Ulrico Hoepli, Trattati dell'Unione Europea, Hoepli Editore, 2012, 143 p. (ISBN 978-88-203-5536-4, lire en ligne)
- (it) Antonio Tizzano, Trattati dell'Unione europea e della Comunità europea, Giuffrè, coll. « Le fonti del diritto italiano », 2004, 1452 p. (ISBN 978-88-14-10275-2)

### Texte des traités
- Accord de Schengen (Wikisource)
- Convention d'application de l'accord de Schengen (Wikisource)
- Convention portant révision du traité instituant la Communauté économique européenne en vue de rendre applicable aux Antilles néerlandaises le régime spécial d'association défini dans la quatrième partie de ce traité (Wikisource)
- Traité d'Amsterdam (Wikisource)
- Traité instituant la Communauté européenne (Wikisource)
- Traité instituant la Communauté européenne de l'énergie atomique (Wikisource)
- Traité sur la stabilité, la coordination et la gouvernance au sein de l'Union économique et monétaire (Wikisource)
- Traité sur le fonctionnement de l'Union européenne (Wikisource)
- Traité sur l'Union européenne (Wikisource)
- Traité modifiant les traités instituant les communautés européennes en ce qui concerne le Groenland (Wikisource)